# Céline Denjean
Pour les articles homonymes, voir Denjean.
Œuvres principales
Le Cheptel (2018)
Le Cercle des mensonges (2021)
Matrices (2022)
Châtiment (2024)
Céline Denjean, née le 16 novembre 1974 à Toulouse, est une femme de lettres française, auteure de roman policier, membre du collectif "Les Louves du polar".

## Biographie
Née à Toulouse, Céline Denjean a grandi à partir de ses quatre ans à Bagnères-de-Bigorre. Ses grands-parents, anciens libraires, lui transmettent le goût des livres. Après des études de droit à Toulouse, elle intègre la formation d'Éducatrice Spécialisée. En 2010, elle devient chef de service auprès de jeunes présentant un handicap mental. Elle se consacre aujourd'hui à l'écriture. Elle est l'auteure de huit romans et a créé les personnages récurrents d'Éloïse Bouquet, gendarme et du Major Louise Caumont. Elle puise son inspiration dans la littérature de genre. Les intrigues de ses romans se situent entre Toulouse et les Pyrénées. Les montagnes pyrénéennes ont une influence dans ses romans.
Céline Denjean est à l'initiative d'un collectif, "Les Louves du polar", créé en septembre 2022. Une volonté pour les autrices de romans noirs et policiers de « se fédérer, de mettre leur travail en valeur et de favoriser l'identification du polar féminin, trop souvent en manque de lisibilité malgré la qualité de la production, auprès du lectorat. »

## Œuvre

### Romans
- Voulez-vous tuer avec moi ce soir ?
  - Paris : Éd. de Noyelles-Nouvelles plumes, 2014, 331 p.  (ISBN 978-2-298-07976-0)
  - Paris : Nouvelles plumes, 02/2015, 331 p.  (ISBN 979-10-245-0090-4)
  - Paris : Pocket, coll. « Pocket Thriller » no 16534, 09/2016, 381 p.  (ISBN 978-2-266-26565-2)

### Série Éloïse Bouquet
- La Fille de Kali
  - Vanves : Marabout, coll. « Marabout Thriller », 10/2016, 498 p.  (ISBN 978-2-501-11447-9)
  - Paris : Pocket, coll. « Pocket Thriller » no 18028, 10/2021, 717 p.  (ISBN 978-2-266-31084-0)

- Le Cheptel
  - Vanves : Marabout, coll. « Marabout Thriller », 01/2018, 653 p.  (ISBN 978-2-501-12255-9)
  - Paris : France loisirs, 02/2019, 655 p.  (ISBN 978-2-298-14942-5)
  - Paris : Pocket, coll. « Pocket Thriller » no 17853, 01/2020, 939 p.  (ISBN 978-2-266-29872-8)

- Double Amnésie
  - Vanves : Marabout, coll. « Black lab », 04/2019, 461 p.  (ISBN 978-2-501-13843-7)
  - Paris : Éd. de Noyelles, 2020, 461 p.  (ISBN 978-2-298-16023-9)
  - Paris : Pocket, coll. « Pocket Thriller » no 18027, 01/2021, 667 p.  (ISBN 978-2-266-31085-7)

- Le Cercle des mensonges
  - Vanves : Marabout, coll. « Black lab », 03/2021, 471 p.  (ISBN 978-2-501-13858-1)
  - Paris : Pocket, coll. « Pocket Thriller » n° 18426, 03/2022, 672 p.  (ISBN 978-2-266-32125-9)

### Série Louise Caumont
- Matrices
  - Vanves : Marabout, coll. « Black lab », 03/2022, 448 p.  (ISBN 978-2-501-16080-3)
  - Paris : Pocket, coll. « Pocket Thriller » n° 18925, 02/2023, 448 p.  (ISBN 978-2-266-33214-9)
- Précipice
  - Paris : Michel Lafon, 02/2023, 489 p.  (ISBN 978-2-7499-5237-6)
  - Paris : Pocket, coll. « Pocket Thriller » n° 19107, 02/2023, 656 p.  (ISBN 978-2-266-33644-4)
  - Lu par Léovanie Raud. Paris : Lizzie, 07/2025. 1 CD audio format MP3  (ISBN 979-10-366-4142-8)
- Châtiment
  - Paris : Michel Lafon, 02/2024, 400 p.  (ISBN 978-2-7499-5631-2)
  - Paris : Pocket, coll. « Pocket Thriller » n° 19539, 02/2025, 509 p.  (ISBN 978-2-266-34642-9)
- La Mue
  - Paris : Michel Lafon, 03/2025, 400 p.  (ISBN 978-2-7499-6039-5)

### Nouvelles
- On n'est jamais trahi que par ses amis, dans Dérapages : 19 histoires inédites, le meilleur du polar se conjugue au féminin / les Louves du polar. Paris : Pocket Thriller n° 19853, 06/2025, p. 156-175.  (ISBN 978-2-266-35403-5)
- C'est la fin, dans La Nouvelle du lendemain, anthologie numérique organisée pendant le confinement par la Ligue de l’Imaginaire, le festival Lisle noir et Cultura, 04/2020[7].

### Œuvre préfacée
- Au-delà de nos oripeaux / Céline Servat, Guillaume Coquery ; préface de Céline Denjean. Lyon : M + éditions, 09/2020, 291 p.  (ISBN 978-2-490591-44-2)

## Prix et distinctions

### Prix
- 2018 : Prix Polar du meilleur roman francophone, du Festival Polar de Cognac, pour Le Cheptel[8].
- 2018 : Prix de l'Embouchure du festival Toulouse Polars du Sud, pour Le Cheptel[9]
- 2019 : Prix Mordus de Thrillers, pour Le Cheptel[10]
- 2021 : Prix de « L’Alsace-DNA » (Dernières Nouvelles d'Alsace), pour Le Cercle des mensonges, dans le cadre du Festival Sans Nom de Mulhouse[11].
- 2024 : 1er prix du salon Acadénîmes du Polar, Prix Poche Relay Kit-Kat catégorie Policier, Prix spécial policier du Festival Étrange-Grande, pour Châtiment.
- 2024 : Prix des libraires U catégorie Polar, pour Précipice.

### Nomination
- Prix Landerneau 2022 pour Matrices[12]